# Beauty and the Beast (Céline Dion)
Beauty and the Beast is een single afkomstig uit de film Beauty and the Beast (Nederlands: Belle en het Beest). Het nummer is te vinden op de soundtrack van de film en op het album Céline Dion van Céline Dion. In de film wordt het nummer gezongen door Angela Lansbury (Nederland: Henni Orri). De singleversie is alleen te horen tijdens de aftiteling, en wordt gezongen door Céline Dion en Peabo Bryson.
Het nummer is een ballad over de ontwikkeling van de liefde tussen Belle en het Beest. Het nummer werd gecomponeerd door Alan Menken. De tekst werd geschreven door Howard Ashman. Het was een van Ashmans laatste werken voordat hij overleed aan aids in 1991.

## Verschillende versies
Tijdens de film wordt Beauty and the Beast gezongen door Mevrouw Tuit (Angela Lansbury), terwijl Belle en het Beest dansen in de danszaal van het kasteel. 
Voor de versie van Céline Dion en Peabo Bryson is een videoclip gemaakt. Deze clip werd geregisseerd door Dominic Orlanda, en kwam uit in januari 1992.
Tijdens de 64ste Oscaruitreiking traden zowel Angela Lansbury, als Céline Dion en Peabo Bryson op met het nummer. Dion en Bryson brachten het nummer ook tijdens de Grammy Awards in 1993.
In 1998 werd een nieuwe versie, genaamd "Beauty and the Bees" (Belle en de Bijen), gemaakt voor de 3D-film It's Tough to be a Bug!. Deze film is te zien in Disney's Animal Kingdom. Een stukje van het nummer is ook te horen in de videogame Kingdom Hearts II. Het nummer verscheen later ook op een verzamelalbum van Céline Dion.
In de soundtrack van de film Enchanted is ook een stukje te horen van het nummer. De muziek van deze film werd ook, niet geheel toevallig, gecomponeerd door Alan Menken.

## Prijzen
Beauty and the Beast won in 1992 een Academy Award voor Beste Originele Nummer, waarmee Menken en Ashman hun tweede wonnen na 1989 (Under the Sea). Ook won het nummer een Golden Globe. In 1993 won het nummer twee Grammy Awards, het was genomineerd voor nog twee andere. In Canada won het nummer een Juno Award voor "Single van het jaar".

## Tracklist
2-track cd-single
1. "Beauty and the Beast" – 4:04
2. "The Beast Lets Belle Go" (instrumentaal) – 2:19

4-track cd-single
1. "Beauty and the Beast" – 4:04
2. "The Beast Lets Belle Go" (instrumentaal) – 2:19
3. "Des mots qui sonnent" – 3:56
4. "Délivre-moi" – 4:19